# Norra Hökön
Norra Hökön är en ö i Lurö skärgård, Eskilsäters socken, Säffle kommun.
Norra Hökön var befolkad från 1700-talet och fram till början av 1900-talet, men numera finns endast grunderna och förvildade trädgårdsväxter kvar som minne av bosättningen. En krog har även funnits på ön. En ankringsplats för fritidsbåtar finns i gattet mellan Norra Hökön och Sundsholmen. Åker- och ängsmarken är till största delen igenväxt med lövsly. I övrigt är ön mestadels beväxt med tallskog. Skogen rymmer främst olika mossor och blåbärsris, medan blåtåtel och olika starrgräs dominerar de fuktigare områdena. Flera kärr och hällkar finns i bergssprickor på ön och här trivs vattensalamandrar, grodyngel, rygg- och buksimmare, klodyvel och olika sländlarver. Kling hällkaren växer svalting, notblomster och vattenbläddra.